# Chester Alan Arthur
Chester Alan Arthur (Fairfield, Vermont, 5 d'octubre de 1829 – Nova York, 18 de novembre de 1886) va ser un polític estatunidenc, vint-i-unè president dels Estats Units. Era membre del Partit Republicà i va treballar com a advocat abans d'esdevenir el vintè vicepresident dels Estats Units sota James Garfield. Garfield va ser ferit de mort per Charles J. Guiteau el 2 de juliol de 1881, però no va morir fins al 19 de setembre, moment en què Arthur va accedir a la presidència -càrrec que va ocupar fins al 4 de març de 1885.
Abans d'entrar en la política activa, Arthur era membre de la facció Stalwart del Partit Republicà, protegit de Roscoe Conkling, i va arribar a ser recaptador de duanes del Port de Nova York. Hi va ser nomenat pel president Ulysses S. Grant, però va ser destituït pel següent president, Rutherford B. Hayes, en un intent de reformar el sistema de clientelisme polític a Nova York.
Per a disgust dels Stalwarts, el que una vegada fóra Recaptador del Port de Nova York esdevingué, com a president, un aferrissat defensor de la reforma del funcionariat. Va evitar els anteriors companys de clientelisme polític i arribà a apartar-se totalment del seu antic protector Conkling. La pressió pública, en augment després de l'assassinat de Garfield, va precipitar la celebració d'un congrés per a elegir President. El primer èxit d'Arthur va ser l'aprovació de la Llei Pendleton sobre la reforma del funcionariat. Arran de l'aprovació d'aquesta norma se li va atorgar a Arthur el sobrenom de "The Father of Civil Service" ("Pare del Funcionariat") i va fer que obtinguera una reputació favorable entre els historiadors.
L'editor i periodista Alexander K. McClure va escriure: «Ningú no ha accedit a la presidència envoltat de tan pregona i general desconfiança, i ningú no s'ha retirat... més àmpliament respectat». L'escriptor Mark Twain, profundament cínic amb els polítics, va reconèixer: «Realment seria difícil millorar l'administració del President Arthur».

## Infantesa i educació
Chester Alan Arthur era fill del predicador William Arthur -nascut a Irlanda- i de Malvina Stone Arthur -nascuda a Vermont. Les referències oficials al seu naixement coincideixen a situar-lo a Fairfield, Comtat de Franklin, Vermont el 5 d'octubre de 1829. No obstant això, el mateix Arthur va reivindicar alguna vegada haver nascut l'any 1830. Son pare havia emigrat inicialment a Dunham, Québec, Canadà, on en companyia de la seua muller va regentar una granja a 129 km de la frontera amb els Estats Units. Hi ha hagut permanents especulacions sobre el fet que el futur president haguera nascut al Canadà i que la família es traslladara posteriorment a Fairfield. Atesa la manca de documentació oficial i l'aparent confusió sobre l'any de naixement d'Arthur, els historiadors han estat incapaços de rebutjar definitivament aquesta hipòtesi. Però, tot i en el cas que fos certa, Arthur era ciutadà estatunidenc en virtut de la ciutadania dels seus pares, i això el feia constitucionalment elegible per a ser vicepresident o president. Alguns dels seus oponents van circular el rumor del seu naixement al Canadà durant l'elecció de 1880, però no van poder provar-lo, i cap nova prova ha aparegut des d'aleshores.
Arthur va passar alguns anys de la seua infància a Perry, Nova York. Un dels amics d'infantesa d'Arthur recordava com les seues capacitats polítiques van quedar paleses a ben curta edat: 
| «                                          | Quan Chester era un infant se'l podia veure al carrer després d'un ruixat, observant com els altres xiquets s'afanyaven a construir una petita presa al rierol del camí. Ben prompte, se'l veia ordenant a uns portar pedres, a d'altres palets, a d'altres herba o fang per a acabar la presa; i tots l'obeïen sense dir ni piu. Però ell se les apanyava per fer-ho tot sense tacar-se les mans | » |
| — New York Evening Post, 2 d'abril de 1900 | |   |

La presidència de Chester Arthur va ser predita per James Russel Webster, un ciutadà de Perry. S'hi pot consultar una detallada descripció en un esbós autobiogràfic del mateix Webster. Un fragment del text de Webster diu;
«[J.R. Webster] va assistir a l'església baptista de Perry, el pastor de la qual era el "Vell Arthur", pare de Chester A. Arthur. Aquest darrer era llavors un infant, i el Sr. Webster, una vegada que va acudir a sa casa, va posar-li la mà sobre el cap i va dir, "aquest infant potser serà President dels Estats Units". Anys després, en una visita a la Casa Blanca, va relatar aquest incident al President Arthur, el qual li digué que recordava perfectament l'incident tot i que el nom de l'home que havia predit el seu futur feia temps que se li havia oblidat; després, alçant-se, va dir: "hauríeu de posar la vostra mà al meu cap una altra vegada"».
Arthur va estudiar a col·legis públics i després va estudiar a l'Union College, a Schenectady, Nova York. Ací esdevingué membre de Psi Upsilon, la cinquena germandat universitària més antiga dels Estats Units, i es va graduar l'any 1848. Mentre vivia a Hoosick Falls, Nova York, va tornar a inscriure's a l'Union College, i hi aconseguí el grau de Màster l'any 1851.

## Inici de la seua carrera
L'any 1849 esdevingué director d'una acadèmia a Pownal, Vermont. Va estudiar Dret, i va ser admès al col·legi d'Advocats l'any 1854. Començà a practicar l'advocacia a Nova York. Va ser un dels advocats que van defensar amb èxit Elizabeth Jennings Graham, jutjada després d'haver-li estat negat un seient en un autobús a causa de la seua raça. També va participar activament en la reorganització de la milícia de l'estat.
Durant la Guerra civil dels Estats Units va servir com a cap de logística de l'estat durant l'any 1861, i la seua tasca va ser molt lloada. Després va ser nomenat inspector general i cap general de logística, amb el grau de Brigadier General, lloc que va ocupar fins a l'any 1862. Després de la guerra va reprendre la professió d'advocat a Nova York. Amb l'ajut del seu mentor i cap polític Roscoe Conkling, va ser nomenat pel President Ulysses Grant recaptador del Port de Nova York des de 1871 a 1878. En aquella època es tractava d'un càrrec molt lucratiu i influent, que alguns dels seus predecessors no havien ocupat amb acurat respecte a la llei. Honorable en la seua vida personal i pública, Arthur es va alinear amb la facció Stalwart del Partit Republicà, que defensava aferrissadament el sistema d'adjudicació de càrrecs públics als membres del partit en el govern (spoil system), fins i tot davant el vehement atac dels reformistes. Va insistir en l'honestedat de l'administració de la Duana del Port de Nova York, tot i que en realitat va comptar amb una plantilla sobredimensionada i amb un sistema de contractació de personal que valorava més la militància o lleialtat al Partit Republicà que la capacitat per a lloc del treball.

## L'elecció de 1880 i la vicepresidència
L'any 1878, el successor de Grant, Rutherford Hayes, va intentar reformar la Duana. El cessat Arthur va reprendre la pràctica de l'advocacia a Nova York. Conkling i els seus seguidors van lluitar per una tercera nominació de Grant a la Convenció Nacional Republicana de 1880, però sense èxit. Grant i James G. Blaine es van estancar en 36 vots, i llavors la convenció va elegir inesperadament James A. Garfield, un veterà congressista i general en la Guerra Civil.	 
Sabedor que l'elecció estava decidida, la gent de Garfield començà a buscar entre els seguidors de la facció Stalwarts un candidat per a la vicepresidència. Levi P. Morton -aconsellat per Conkling- hi va refusar, però Arthur hi acceptà, dient al seu empipat líder: «És un honor que mai no haguera somniat assolir. He d'acceptar-hi!». Conkling i els seus seguidors Stalwart no van tenir més remei que acceptar la nominació d'Arthur com a vicepresident. 	 	 
Arthur va treballar durament en la campanya de l'elecció seua i de Garfield, en una feroç competència que va fer que obtingueren menys de deu mil vots a escala nacional. 	 
Després de l'elecció, Conkling va començar a fer demandes a Garfield, i el vicepresident va donar suport al seu antic cap i no al president. Segons la recent biografia de Garfield, deguda a Ira Rutkow, el nou president detestava el vicepresident i no li donava accés a sa casa.
LLavors, el 2 de juliol de 1881, el president Garfield va rebre un tret en l'esquena disparat per Charles J. Guiteau, qui va cridar: «Sóc un Stalwart dels Stalwarts... Arthur és ara el president!!». Al xoc que Arthur va patir amb l'assassinat es va afegir la mortificació que li va causar la declaració de Guiteau en el moment d'executar aquell crim polític. (Madmen and Geniuses, Barzman, 1974)

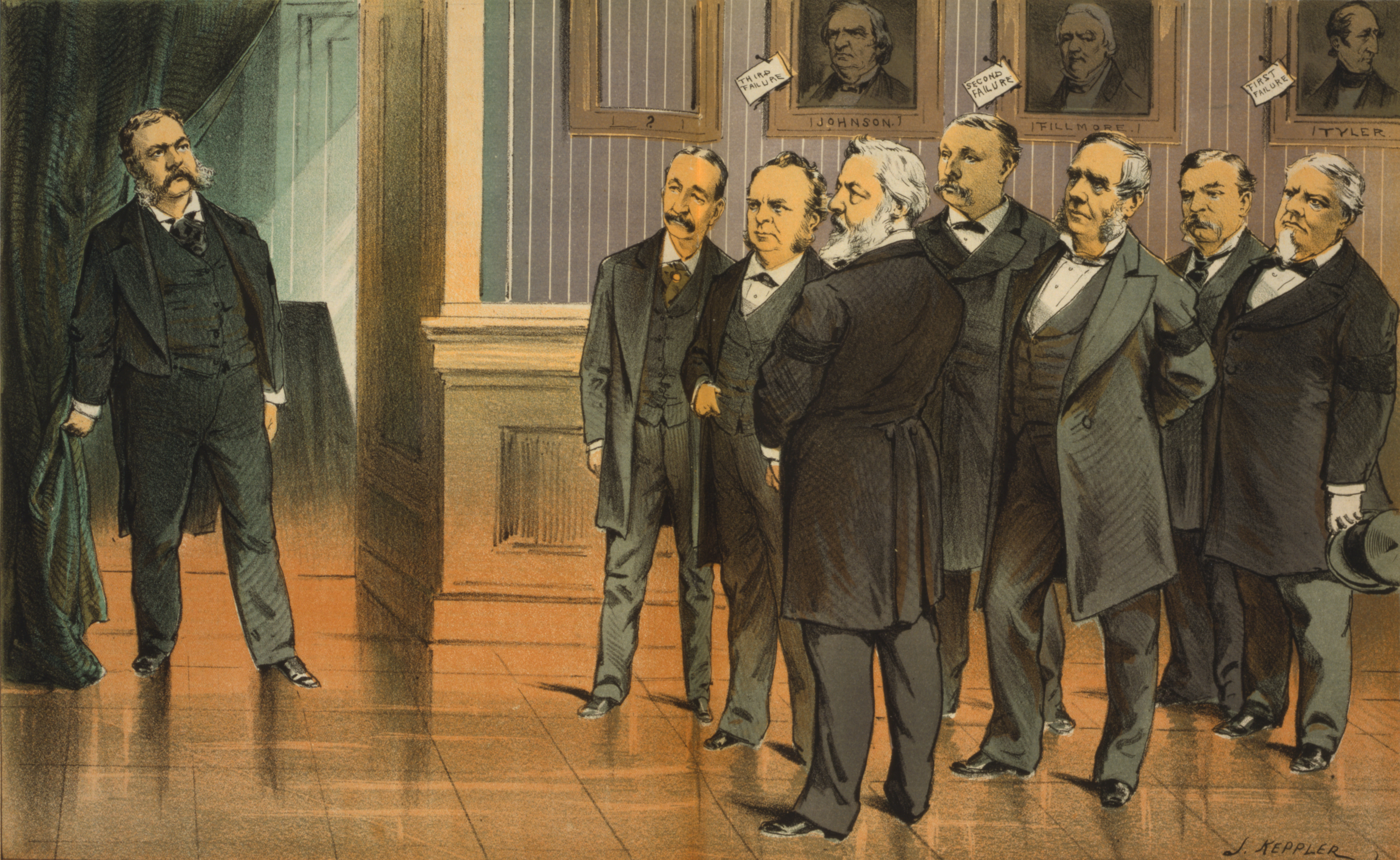
Al llindar del despatx, què podem esperar d'ell?
Caricatura publicada l'any 1881 a la revista Puck, el vicepresident Arthur davant del consell presidencial de Garfield (d'esquerra a dreta, Wayne MacVeagh, William Windom, James G. Blaine, Thomas L. James, Samuel J. Kirkwood, Robert Todd Lincoln, William H. Hunt) després que el President James A. Garfield fos ferit de mort per l'assassí Charles J. Guiteau. Al mur pengen tres retrats de (esquerra a dreta) Andrew Johnson, Millard Fillmore i John Tyler, altres tres vicepresidents que van accedir a la presidència succeint el seu president. Hi ha un quart marc al costat del retrat de Johnson, però sense retrat, només amb un interrogant que idica que el pròxim serà Arthur.

## Presidència 1881–1885

### Assumció del càrrec

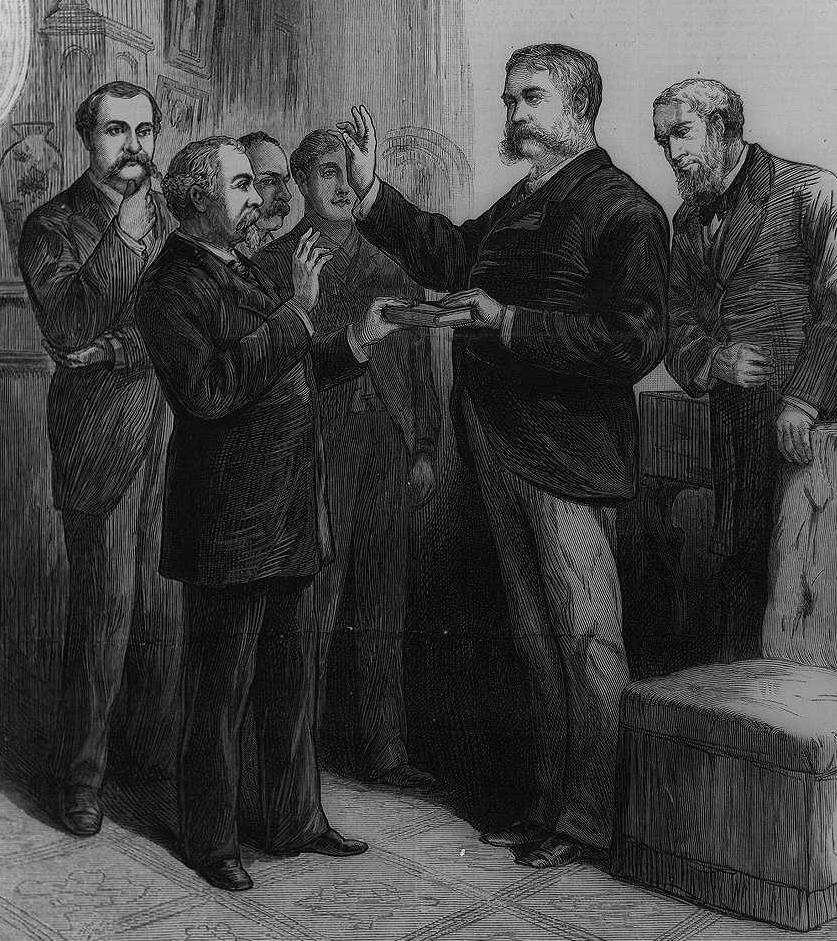
Arthur jurant el càrrec de President davant del jutge John R. Brady a sa casa de Nova York després de la mort del President Garfield, ocorreguda el 20 de setembre de 1881.

El President Arthur va jurar el càrrec dues vegades. La primera poc després de les 12:00 h de la matinada del 20 de setembre a sa casa de l'Avinguda Lexington de Nova York, davant del jutge John R. Brady; la segona dos dies després, només tornar a Washington.

### Política
Arthur era conscient de les faccions i rivalitats existents al si del Partit Republicà, així com dels enfrontaments entre els defensors del clientelisme i dels defensors d'un sistema de funcionariat. En incorporar-se a la presidència, va creure que l'única manera d'assolir el reconeixement de la nació era mantenir-se independent front a ambdós sectors. D'aquesta manera, Arthur va determinar aplicar les seues pròpies receptes a la Casa Blanca. Començà per rellevar del càrrec a tots els membres del gabinet de Garfield, amb l'única excepció del Secretari de Guerra Robert Todd Lincoln.
Va seguir la moda, tant pel mode de vestir com per les companyies que va freqüentar; sovint va ser vist amb l'elit de Washington DC, Nova York i Newport. Per a indignació dels Stalwarts, el que una vegada fóra Recaptador del Port de Nova York esdevingué, com a president, un aferrissat defensor de la reforma del funcionariat. L'any 1883, va aconseguir que el Congrés aprovara la Llei Pendleton, que establia una Comissió bipartita de la Funció Pública que poguera actuar contra la corrupció i contra la pressió política sobre el personal a càrrec de les administracions públiques, i que establira un sistema de qualificació que fera que alguns llocs de responsabilitat governamental foren obtinguts només a través d'oposició. El sistema protegia els funcionaris del cessament arbitrari per motius polítics.

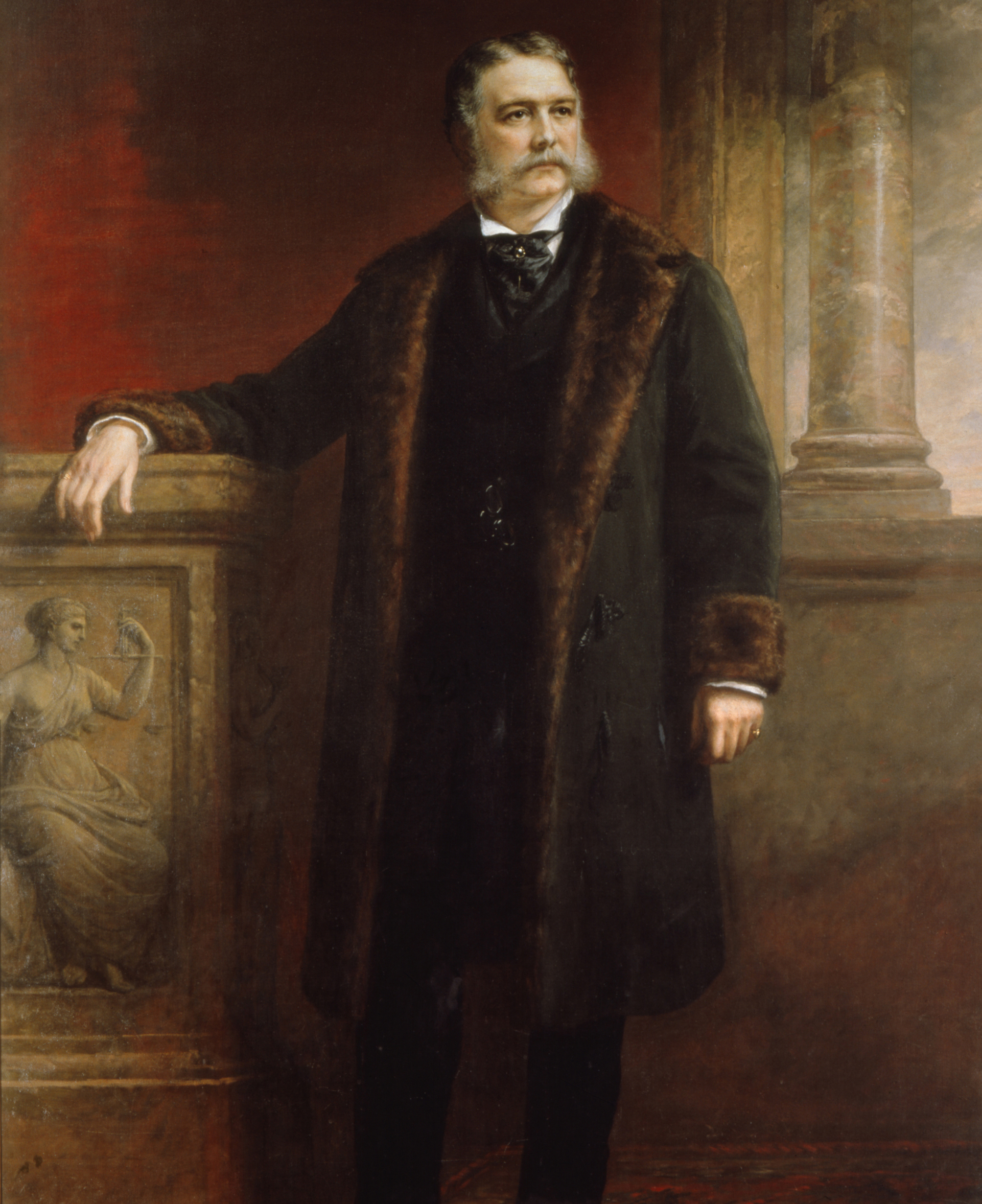
Retrat oficial d'A. Arthur, de la Casa Blanca

Actuant independentment dels dogmes del partit, va intentar reduir els aranzels per evitar que el govern suportara ingressos anuals extraordinaris. El Congrés, però, va apujar tots els aranzels que ell havia disminuït. De tota manera, Arthur va signar la Llei d'Aranzels de 1883. Els agreujats estats del sud i de l'oest van girar-se vers el Partit Demòcrata perquè els ajudara a canviar la situació, i així els aranzels esdevingueren un important tema de confrontació política entre ambdós partits.
L'administració Arthur va promulgar la primera Llei Federal general sobre immigració. Arthur va aprovar una ordre l'any 1882 que excloïa pobres, criminals i malalts mentals. El Congrés també va suspendre el dret a immigrar dels xinesos durant deu anys, amb la Llei d'exclusió xinesa, fent després permanent aquesta decisió.
L'any 1884, va tenir lloc a Washington DC, i per iniciativa d'Arthur, la Conferència Internacional dels Meridians. S'hi va establir el Meridià de Greenwich com a meridià d'origen i, per tant, la mesura de temps mundial estandarditzada, ambdós en ús avui dia.
Arthur va demostrar que se situava no només per damunt de les faccions al si del Partit Republicà sinó també del mateix partit. Potser, en part, va ser capaç d'adoptar aquesta postura a causa d'un secret molt ben guardat que ell coneixia des d'un any abans que succeïra al president Garfield: Arthur patia la malaltia de Bright, una afecció fatal del renyó. Això va influir en la seua manca d'agresivitat per aconseguir ser nominat com a candidat a la presidència l'any 1884. Amb tot, Arthur és de moment el darrer President dels Estats Units en haver sol·licitat la seua renominació i no haver-la obtinguda. El candidat nominat va ser el President de la Cambra de Representants dels Estats Units i Secretari d'Estat James G. Blaine, de Maine. Blaine, però, va perdre les eleccions generals davant del candidat del Partit Demòcrata, Grover Cleveland, de Nova York.

### Esdeveniment significatius del seu mandat
- Llei d'exclusió dels xinesos (1882).
- Llei Pendleton de la reforma del funcionariat (1883).
- Els cinc casos de Drets Civils consolidats (Civil Rights Cases) (1883).
- Conferència Internacional dels Meridians (1884).

### Administració i Gabinet
- President: Chester A. Arthur (1881-1885).
- Vicepresident: no hi va haver.
- Secretari d'Estat: James G. Blaine (1881) - Frederick T. Frelinghuysen (1881 - 1885).
- Secretari de Guerra: Robert T. Lincoln (1881 - 1885).
- Secretari del Tresor: William Windom (1881) - Charles J. Folger (1881 - 1884) - Walter Q. Gresham (1884) - Hugh McCulloch (1884 - 1885).
- Secretari de Justícia: Wayne MacVeagh (1881) - Benjamin H. Brewster (1881 - 1885).
- Postmaster General: Thomas L. James (1881) - Timothy O. Howe (1881 - 1883) - Walter Q. Gresham (1883 - 1884) - Frank Hatton (1884 - 1885).
- Secretari de Marina: William H. Hunt (1881 - 1882) - William E. Chandler (1882 - 1885).
- Secretari d'Interior: Samuel J. Kirkwood (1881 - 1882) - Henry M. Teller (1882 - 1885).

### Nomenmants a la Cort Suprema
- Samuel Blatchford - 1882.
- Horace Gray - 1882.

### Vida social i personal

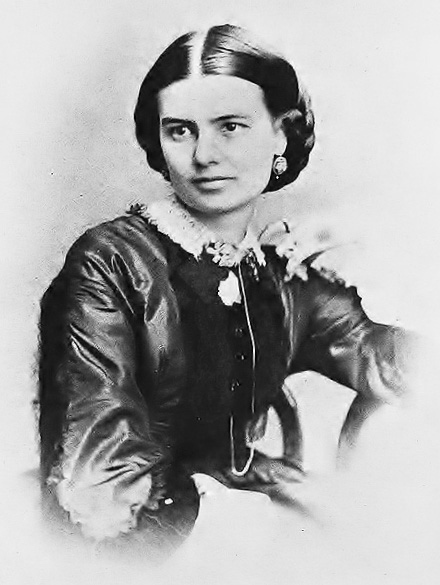
Ellen Lewis Herndon Arthur

Arthur es va casar amb Ellen "Nell" Lewis Herndon el 25 d'octubre de 1859. Era l'única filla d'Elizabeth Hansbrough i del capità William Lewis Herndon, de l'Armada dels Estats Units. Va ser la neboda favorita del comandant Matthew Fontaine Maury.
L'any 1860, Chester Arthur i "Nell" tingueren un fill, William Lewis Herndon Arthur, que va rebre el nom del seu avi matern. Aquest fill va morir a l'edat de dos anys a causa d'una malaltia cerebral. Altre fill, Chester Alan Arthur II, va nàixer l'any 1864, i una filla, anomenada Ellen Hansbrough Herndon en honor de sa mare, l'any 1871. Ellen Arthur va morir de pneumònia el 21 de gener de 1880, a l'edat de 42 anys, només vint mesos després que el seu marit accedira a la presidència. Arthur va afirmar que mai no es tornaria a casar, i mentre va ocupar la Casa Blanca va demanar-li a la seua germana, la muller de l'escriptor John E. McElroy, que assumira certs compromisos socials i que tinguera cura de la seua filla. Arthur va dedicar a la seua muller un vitrall a l'església episcopaliana de Sant Joan, a Washington, D.C. El president podia observar el vitrall des del seu despatx i va demanar que la llum de l'església fos encesa de nit per poder observar-lo millor. El vitrall encara existeix avui dia.
Arthur és recordat com un dels presidents amb una vida social més intensa, el que li va fer guanyar-se el sobrenom de "the Gentleman Boss" pel seu estil de vestir i les seues polides maneres. La professora Marina Margaret Heiss, de la Universitat de Virginia, considera Arthur com a exemple del tipus psicològic (segons la classificació de Myers-Briggs) INTJ.
Arthur no es va mudar a la Casa Blanca immediatament després d'assumir la presidència. Va insistir en la seua redecoració, i 24 vagons de mobles -alguns d'ells de l'època de John Adams- hi van ser extrets i cremats. L'anterior president, Rutherford B. Hayes va adquirir dos vagons de mobles que encara es conserven a la que va ser sa casa: Spiegel Grove. Llavors Arthur va encarregar a Louis Comfort Tiffany reemplaçar-los amb noves peces. Aquest dissenyador, avui dia més conegut pels seus treballs en vitrall, era un dels més famosos de l'època.
Al final de la seua presidència, Arthur s'havia guanyat una gran popularitat. El dia que va abandonar el càrrec, quatre jovenetes (ignorants de la declaració d'Arthur de no tornar-se a casar) es van oferir a casar-se amb ell. Sovint va ser anomenat l'"Elegant Arthur" per la seua manera de vestir, i sempre es va dir que veritablement tenia la presència d'un president. Hom sap que tenia 80 pantalons a l'armari i que se'ls canviava diverses vegades al llarg del dia. Els amics i familiars l'anomenaven amb el diminutiu "Chet" o pel seu segon nom, amb la segona síl·laba tònica ("Alàn").

## Després de la presidència

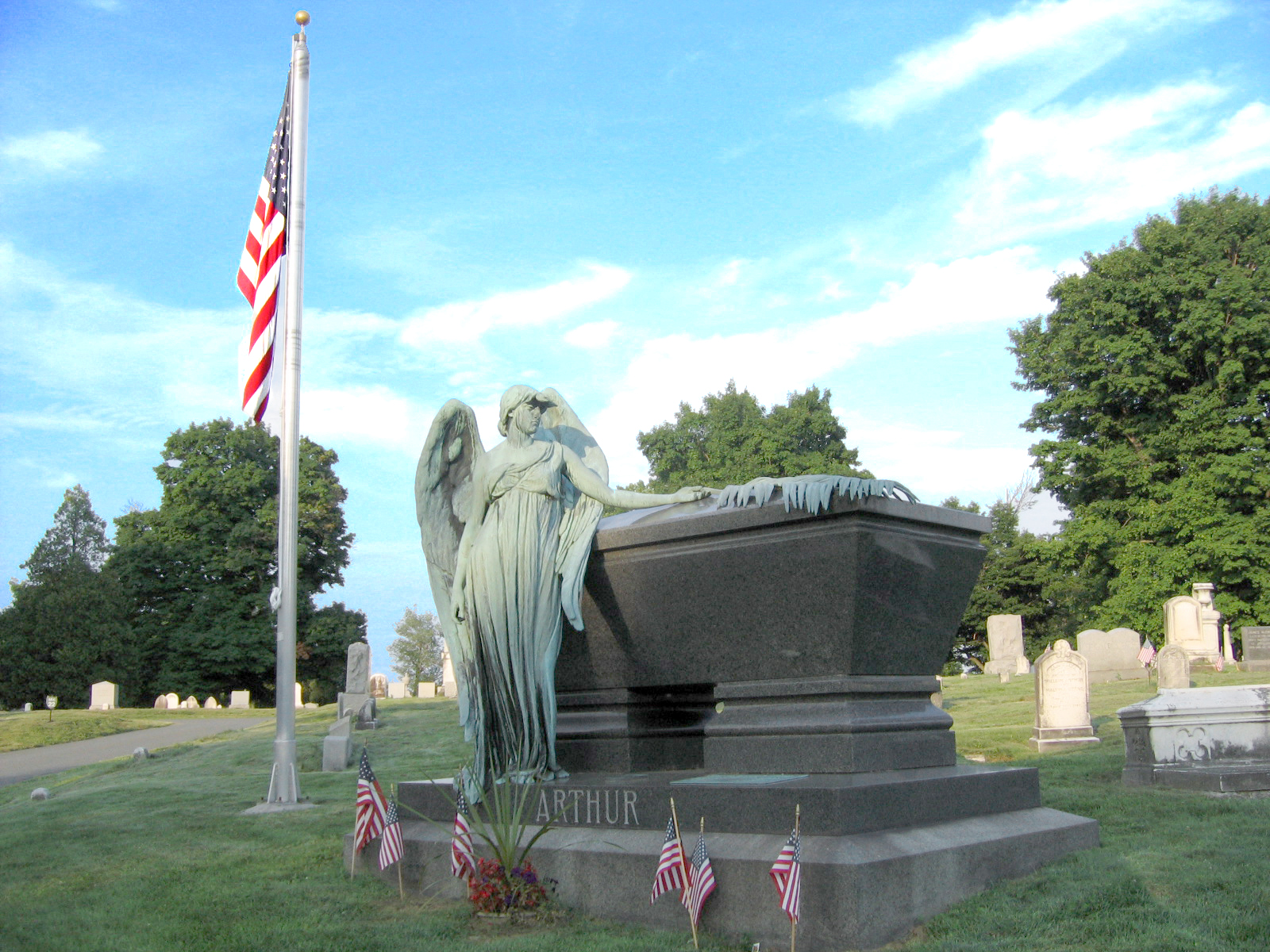
Tomba d'Arthur al Cementeri Rural d'Albany.

Arthur va ser president fins al 4 de març de 1885. En abandonar el càrrec va tornar a Nova York. Va intentar accedir al Senat l'any 1886, però no fou capaç d'obtenir prou suport dels seus col·legues Stalwart. En tot cas, la seua salut va empitjorar ràpidament, de manera que va morir d'una hemorràgia cerebral a les 5:10 de la matinada del dijous 18 de novembre de 1886, a l'edat de 57 anys. Patia la malaltia de Bright, però la seua mort va ser relacionada amb el seu historial d'hipertensió.
El seu període de post-presidència va ser el segon més curt de la història, només superat pel de James Polk, qui va morir només 104 després de deixar de ser president.
Va ser enterrat al costat de la seua muller, al panteó familiar del Cementeri Rural d'Albany, a Menands, Nova York, en un gran sarcòfag a un cantó de la gran parcel·la que conté les tombes de la major part dels membres de la seua família i els seus avantpassats.